# Васка Циривири
Васка Циривири (1898 — 1984) била је учесница Народноослободилачке борбе. 

## Биографија
Рођена је 18. октобра 1898. године у Прилепу. Током Другог светског рата помагала је Народноослободилачки покрет, а током Народноослободилачке борбе страдале су њене две ћерке. Једна од њених ћерки била је позната македонска партизанка Вера Циривири Трена (1921—1944). 
После ослобођења Југославије Васка је била председница Главног одбора Антифашистичког фронта жена (АФЖ) Македоније. 
Умрла је 13. јануара 1984. године у Скопљу. 
Носилац је Партизанске споменице 1941. и других југословенских одликовања. 